# Welkomeilanden
Welkomeilanden (Engels: Welcome Islands) zijn een kleine groep eilanden ten noordwesten van Zuid-Georgië. Ze werden ontdekt in 1775 door James Cook. De eilanden liggen in de eilandengroep van Zuid-Georgië en de Zuidelijke Sandwicheilanden. Het hoogste punt is 88 m boven de zeespiegel.
Zuid-Georgia:

Zuid-Georgia · Annenkoveiland · Bird Island · Cooper Island · Graseiland · Pickersgilleilanden · Welkomeilanden · Williseilanden · Zwarte Rotsen · Aalscholversrotsen · Clerkerotsen

Zuidelijke Sandwicheilanden:

Traversay- en Lichtmiseilanden: Zavodovski-eiland · Leskoveiland · Visokoi-eiland · Lichtmiseiland · Vindicatie-eiland

Zuidelijke Thule-eilanden: Bellingshauseneiland · Cookeiland · Thule-eiland

Overige eilanden: Bristoleiland · Montagu-eiland · Saunderseiland